# سنجاب صخره‌ای جنگلی
سنجاب صخره‌ای جنگلی (نام علمی: Sciurotamias forresti) نام یک گونه از سرده سنجاب صخره‌ای چینی است.